# Le Montespan
Le Montespan  est un roman de l'écrivain français Jean Teulé paru en 2008, qui a obtenu le Grand Prix du roman historique et le Prix Maison de la Presse.

## Présentation
Au temps de Louis XIV (le Roi-Soleil), pour un noble, le fait que sa femme soit choisie comme maîtresse par le roi était source de gloire et de profits. C'est ce qui arriva à Louis Henri de Pardaillan, marquis de Montespan, que l'on jalouse de sa bonne fortune. C'était mal le connaître et Louis Henri, sourcilleux et gascon de surcroît, ne l'entendit pas de cette oreille. Il se permit, chose impensable à la cour, d'orner son carrosse d'énormes cornes — symboles du cocu — et de guerroyer avec la monarchie absolue, refusant avantages de toutes sortes attachés au rôle de cocu royal.
Mal lui en prit car il essuya bon nombre d'avanies, prison, ruine ou même tentatives d’assassinat, mais poursuivit néanmoins de sa vindicte un roi soleil qui ne pouvait supporter pareil affront, étant lui-même fort amouraché de la belle et sublime Madame de Montespan.

## Éditions
Édition originale
- Jean Teulé, Le Montespan : roman, Paris, éd. Julliard, 6 mars 2008, 333 p., 21 cm (ISBN 978-2-260-01723-3, BNF 41240573)

Livre audio
- Jean Teulé, Le Montespan : texte intégral suivi d'un entretien exclusif avec l'auteur, Paris, éd. Audiolib, 9 juillet 2008 (ISBN 978-2-35641-040-5, BNF 41292525)Texte intégral ; narrateur : François d'Aubigny ; support : 1 disque compact audio MP3 ; durée : 8 h environ ; référence éditeur : Audiolib 25 0041 1.

Édition en gros caractères
- Jean Teulé, Le Montespan : roman, Paris, éd. Libra Diffusio, janvier 2009, 317 p., 25 cm (ISBN 978-2-84492-369-1, BNF 41429000)

Édition au format de poche
- Jean Teulé, Le Montespan, Paris, éd. Pocket, coll. « Pocket » (no 13872), 5 mars 2009, 309 p., 18 cm (ISBN 978-2-266-18674-2, BNF 41432705)

## Adaptation en bande dessinée
Édition en grand format
- Jean Teulé (ill. Philippe Bertrand), Le Montespan : l'histoire véridique de Louis Henri Gondin de Pardaillan, marquis de Montespan, Paris, éd. Delcourt, coll. « Mirages », 17 février 2010, 111 p., 27 cm (ISBN 978-2-7560-1901-7, BNF 42139047)La mention de responsabilité, sur la page de titre, est libellée ainsi : « adaptée en bande dessinée par Philippe Bertrand ; d'après le célèbre roman de Jean Teulé & avec sa collaboration ».

Édition au format de poche
- Jean Teulé (ill. Philippe Bertrand), Le Montespan : l'histoire véridique de Louis Henri Gondin de Pardaillan, marquis de Montespan, Paris, éd. Pocket, coll. « Pocket » (no 15263), 8 novembre 2012, 350 p., 18 cm (ISBN 978-2-266-23165-7, BNF 42797467)La mention de responsabilité, sur la page de titre, est libellée ainsi : « sous la plume de Jean Teulé & le crayon de Philippe Bertrand ».

## Adaptation Théâtrale
- Le roman est adapté au théâtre par Salomé Villiers, elle est aussi interprète lors de la création au théâtre de la Huchette à Paris en janvier  2022, mise en scène d'Étienne Launay, puis en tournée et au festival d'Avignon. Salomé Villiers reçoit pour son interprétation le Molière de la révélation théâtrale en 2022[1].